# マンガUP!
マンガUP!（マンガアップ）は、スクウェア・エニックスが運営するiOS・Android用マンガ雑誌アプリ。アプリ・購読料は原則無料（一部アプリ内課金あり）。2017年1月7日配信開始。アプリ開発はand factoryが担当した。

## 概要
基本的には「MP（マンガポイント）」と呼ばれるポイントを消費して漫画を閲覧する方式をとっている（原則として1話閲覧につき30MPが必要）。MPには以下の三種類があり、一部の先行掲載作品についてはMP+もしくはコインが必要な（MPでは閲覧できない）ものもある。
MP
無料でもらえるポイント。毎日8時と20時に自動で120MPまで回復するため、1日で最大8話まで無料で閲覧できる計算となる。
MP+
キャンペーンへの参加、提携先企業のサービスを申し込む等の方法で得られるポイント。保有ポイント数の上限はない。
コイン
課金することで得られるポイント。
掲載作品は自社の『月刊少年ガンガン』『ヤングガンガン』『月刊ガンガンJOKER』等の連載作品が多いが、オリジナル作品や他社レーベルの作品もある。オリジナル作品については『ガンガンONLINE』等で遅れ連載されることも多い。
ダウンロード数は2018年3月末時点で約300万DL。同年9月28日には500万DLを突破した。
マスコットキャラクターとして金田一蓮十郎（厳密には金田一のアシスタントの「まみちゃん」）がデザインした「ピーナップ」がいる。

## オリジナル作品
※2020年11月現在。アプリ上で「オリジナル連載」一覧に掲載されているもの。（参考）

### 連載中
- 我が驍勇にふるえよ天地〜アレクシス帝国興隆記〜
- 魔王と俺の叛逆記
- 俺の現実は恋愛ゲーム??〜かと思ったら命がけのゲームだった〜
- 失格紋の最強賢者〜世界最強の賢者が更に強くなるために転生しました〜
- ARAÑA-アラーニャ-
- 若者の黒魔法離れが深刻ですが、就職してみたら待遇いいし、社長も使い魔もかわいくて最高です!
- 神達に拾われた男
- 義賊のススメ
- イジメカエシ。 -復讐の31-
- 先生のやさしい殺し方
- 賭ケグルイ妄
- 賭ケグルイ（仮）
- 神角技巧と11人の破壊者
- そうだ、売国しよう〜天才王子の赤字国家再生術〜
- 魔女の旅々
- 湯沸かし勇者の復讐譚
- ゴブリンスレイヤー外伝2 鍔鳴の太刀《ダイ・カタナ》
- うちの奴隷が明るすぎる
- シンソウノイズ〜受信探偵の事件簿〜
- 錆喰いビスコ
- 漆黒使いの最強勇者　仲間全員に裏切られたので最強の魔物と組みます
- 咲とファイナルファンタジーXIV
- ふーちゃんの穴
- アラフォー賢者の異世界生活日記 〜気ままな異世界教師ライフ〜
- やたらと察しのいい俺は、毒舌クーデレ美少女の小さなデレも見逃さずにぐいぐいいく
- 漫画：ヨハネ、原作：カバー『Holoearth Days! A Tale Side:W ウェスタdeクッキング -幸せのルセット-』2024年10月19日 - [5][6]

### 完結
- 俺は犬ではありません!
- あの夏のイヴ
- チルドレン
- 記憶屋
- 半熟英雄
- うっかり体育大生-マンガ家ですが、ニチジョに通っていました-
- 君のために、お姉ちゃんがみんな殺してあげる〜プロジェクトディアホライゾン〜
- アカシックリコード くりえいたーず・さんでー 創造者の日曜日
- 〆切はおとといです。
- 異世界コンビニNewDays[7]
- 君のお母さんを僕に下さい！